# Alexander Wassiljewitsch Terentjew
Alexander Wassiljewitsch Terentjew (russisch Александр Васильевич Терентьев; englisch Alexander Terentyev; * 19. Mai 1999 in Narjan-Mar, Autonomer Kreis der Nenzen) ist ein russischer Skilangläufer.

## Werdegang
Terentjew startete im November 2014 in Werschina Tjoi erstmals im Eastern-Europe-Cup und belegte dabei den 161. Platz über 10 km Freistil und den 123. Rang im Sprint. Beim Europäischen Olympischen Winter-Jugendfestival 2017 in Erzurum holte er die Bronzemedaille im Sprint. Zudem wurde er dort Siebter über 7,5 km klassisch und Sechster über 10 km Freistil. Im folgenden Jahr gewann er bei den Junioren-Skiweltmeisterschaften in Goms die Bronzemedaille mit der Staffel. Zudem errang er dort den 13. Platz im Sprint und den zehnten Platz über 10 km klassisch. Zu Beginn der Saison 2018/19 gewann er mit einem Sieg im Sprint in Werschina Tjoi sein erstes Rennen im Eastern-Europe-Cup und lief in Krasnogorsk auf den zweiten Platz im Sprint. Sein Debüt im Skilanglauf-Weltcup hatte er im Januar 2019 in Dresden. Dort holte er mit dem 17. Platz im Sprint seine ersten Weltcuppunkte. Bei den folgenden Junioren-Skiweltmeisterschaften in Lahti gewann er über 10 km Freistil und mit der Staffel jeweils die Silbermedaille und im Sprint die Goldmedaille. Bei der Winter-Universiade 2019 in Krasnojarsk holte er im Sprint und zusammen mit Christina Mazokina im Teamsprint jeweils die Goldmedaille. Im folgenden Jahr wurde er bei den U23-Weltmeisterschaften in Oberwiesenthal Vierter im Sprint.
Nach Platz zwei im Sprint beim Alpencup in Ulrichen zu Beginn der Saison 2020/21, errang Terentjew den 25. Platz bei der Tour de Ski 2021 und erreichte mit drei Top-Zehn-Platzierungen im Sprint, den 31. Platz im Gesamtweltcup und den neunten Rang im Sprintweltcup. Im Februar 2021 gewann er bei den U23-Weltmeisterschaften in Vuokatti die Silbermedaille mit der Staffel und die Goldmedaille im Sprint und belegte bei den Nordischen Skiweltmeisterschaften in Oberstdorf den 14. Platz im Sprint. Zu Beginn der Saison 2021/22 holte er in Ruka im Sprint seinen ersten Weltcupsieg und belegte in Lillehammer den zweiten Platz mit der Staffel. Im weiteren Saisonverlauf kam er dreimal unter den ersten Zehn und errang damit den 17. Platz im Gesamtweltcup und den sechsten Platz im Sprintweltcup. Beim Saisonhöhepunkt, den Olympischen Winterspielen 2022 in Peking, gewann er jeweils die Bronzemedaille im Teamsprint und im Sprint. Ende März 2022 wurde er russischer Meister im Sprint.
Im August 2023 heiratete er die russische Skilangläuferin Natalja Neprjajewa, diese nahm nach der Hochzeit den Namen Natalja Terentjewa an.

## Erfolge

### Weltcupsiege im Einzel
| Nr. | Datum             | Ort  | Disziplin               |
| --- | ----------------- | ---- | ----------------------- |
| 1.  | 26. November 2021 | Ruka | 1,4 km Sprint klassisch |

### Siege bei Continental-Cup-Rennen
| Nr. | Datum             | Ort            | Disziplin       | Serie              |
| --- | ----------------- | -------------- | --------------- | ------------------ |
| 1.  | 25. November 2018 | Werschina Tjoi | Sprint Freistil | Eastern Europe Cup |

## Teilnahmen an Weltmeisterschaften und Olympischen Winterspielen

### Olympische Spiele
- 2022 Peking: 3. Platz Sprint Freistil, 3. Platz Teamsprint klassisch

### Nordische Skiweltmeisterschaften
- 2021 Oberstdorf: 14. Platz Sprint klassisch

## Platzierungen im Weltcup

### Weltcup-Statistik
Die Tabelle zeigt die erreichten Platzierungen im Einzelnen.
- 1.–3. Platz: Anzahl der Podiumsplatzierungen
- Top 10: Anzahl der Platzierungen unter den ersten zehn
- Punkteränge: Anzahl der Platzierungen innerhalb der Punkteränge
- Starts: Anzahl gelaufener Rennen in der jeweiligen Disziplin
- Hinweis: Bei den Distanzrennen erfolgt die Einordnung gemäß FIS.

| Platzierung               | Distanzrennen a | Distanzrennen a | Distanzrennen a | Distanzrennen a | Distanzrennen a | Skiathlon Verfolgung | Sprint | Etappen- rennen b | Gesamt | Team   | Team    |
| Platzierung               | ≤ 5 km          | ≤ 10 km         | ≤ 15 km         | ≤ 30 km         | > 30 km         | Skiathlon Verfolgung | Sprint | Etappen- rennen b | Gesamt | Sprint | Staffel |
| ------------------------- | --------------- | --------------- | --------------- | --------------- | --------------- | -------------------- | ------ | ----------------- | ------ | ------ | ------- |
| 1. Platz                  |                 |                 |                 |                 |                 |                      | 1      |                   | 1      |        |         |
| 2. Platz                  |                 |                 |                 |                 |                 |                      |        |                   |        |        | 1       |
| 3. Platz                  |                 |                 |                 |                 |                 |                      |        |                   |        |        |         |
| Top 10                    |                 |                 |                 |                 |                 |                      | 8      |                   | 8      | 3      | 1       |
| Punkteränge               |                 | 1               | 4               |                 |                 | 2                    | 18     | 1                 | 26     | 5      | 1       |
| Starts                    |                 | 1               | 8               |                 |                 | 3                    | 22     | 1                 | 35     | 5      | 1       |
| Stand: Saisonende 2021/22 |                 |                 |                 |                 |                 |                      |        |                   |        |        |         |

### Weltcup-Gesamtplatzierungen
| Saison  | Gesamt | Gesamt | Distanz | Distanz | Sprint | Sprint |
| Saison  | Punkte | Platz  | Punkte  | Platz   | Punkte | Platz  |
| ------- | ------ | ------ | ------- | ------- | ------ | ------ |
| 2018/19 | 42     | 86.    | -       | -       | 42     | 44.    |
| 2019/20 | 59     | 71.    | -       | -       | 59     | 33.    |
| 2020/21 | 206    | 31.    | 42      | 55.     | 140    | 9.     |
| 2021/22 | 330    | 17.    | 38      | 46.     | 292    | 6.     |